# 主計節
主計節是中華民國的紀念日，是在每年的4月1日，因為國民政府主計處在此日成立而訂定此節日，是中央目的事業主管機關核定之日，不放假。
主計節設立的原因為因為國民政府主計處（現在的行政院主計總處）在民國20年（公元1931年）4月1日成立，主管政府的歲計、會計、統計工作，以統計資料作為編製施政計畫與預算的依據並為事後的考核，使行政三聯制「設計、執行、考核」三者相互結合，建立獨立的主計制度。因此訂此日為主計節。
中華民國各級政府以及學校等機關都會有主計部門，因此主計節也是各級主計人員的節日。

## 外部連結
- 主計制度之孕育與創立 （页面存档备份，存于） 中華民國行政院主計總處